# Bertha Orduña
María Bertha Orduña (Cidade do México, 29 de setembro de 1954) é uma futebolista e treinadora de fitness mexicana  que fez parte da primeira finalista da seleção mexicana de futebol feminino a chegar à final de um Copa do Mundo feminina.  Participou da primeira Copa do Mundo de Futebol Feminino realizada no mundo e da segunda, em 1971, na Cidade do México, onde foi vice-campeã

## Trajetória
Orduña fez parte da seleção mexicana de futebol feminino que participou da primeira Copa do Mundo Feminina de Futebol realizada na Itália, um campeonato internacional que não foi reconhecido pela Federação Internacional de Associações de Futebol (FIFA), devido à rejeição machista e misógina expressa tacitamente pelas federações de futebol do mundo, e explicitamente pelo Paraguai e um país asiático não mencionado que expressou à FIFA "Deus nos salve deles".  Não tendo o apoio de qualquer federação ou do governo mexicano, como as equipos nacionais masculinas, Bertha foi apoiada pela sua família para viajar para Itália com a equipa nacional mexicana, um evento desportivo em que o México ficou em terceiro lugar 
Pela segunda Copa do Mundo de Futebol Feminino, Bertha jogou como zagueira e vestiu a camisa 3  na Tri Feminina de 1971, que jogou contra Argentina, Inglaterra, Dinamarca e Itália. Esta seleção venceu o vice-campeão  ao perder por 3-0 na final contra a seleção dinamarquesa, em 15 de agosto de 1971.  Apesar da falta de cobertura da mídia e do preconceito misógino nela,  as partidas foram realizadas com lotação esgotada.  Bertha lembra que na final do Estádio Azteca, antes de pular para o campo, o local rugia de alegria. 
Apesar do subcampeonato vencido pelo México, a equipe feminina mexicana não obteve o apoio do federacao oficial FEMEXFUT  foi dissolvida em 1975.  Bertha jogou em ligas amadoras na Cidade do México, nas equipas da Ciudad Reynosa da delegação de Azcapotzalco e na Ciudad Satélite .